# Alan Llwyd
Alan Llwyd (nacido en 1948), de nombre real Alan Lloyd Roberts, es un poeta, crítico literario y editor galés, uno de los autores más prolíficos en idioma galés del último cuarto del siglo XX.
Nacido en Dolgellau, Gwynedd, Alan Llwyd creció en una granja en Cilan y se educó en la Universidad de Bangor. Fue dueño de una librería en Bala y trabajó como editor para la compañía editorial de Christopher Davies y miembro del Welsh Joint Education Committee.
Publicó su primer libro de poemas, Y March Hud ("El caballo mágico") en 1971 con el nombre de Alan Lloyd Roberts, al que siguieron otros volúmenes similares. Su fama aumentó cuando logró simultáneamente tanto la Corona como el Trono poéticos en el Eisteddfod Nacional de Gales de 1973, éxito poco frecuente que logró repetir en 1976. En el segundo caso su logro estuvo empañado por cierta polémica, ya que otro autor de reconocido prestigio, Dic Jones, perdió el Trono por un tecnicismo.
Llwyd ha publicado diversas colecciones y estudios críticos de las obras de otros poetas, entre los que se encuentran Goronwy Owen o Hedd Wyn, y también escribió el guion para la película de habla galesa Hedd Wyn (1992), que fue nominada al Óscar. Aunque la mayoría de sus obras tratan temas estrictamente literarios, recientemente ha publicado un libro titulado Cymru ddu = Black Wales, una historia de los negros en Gales.

## Obras (selección)
- Gwyfyn y Gaeaf (1975)
- Rhwng Pen Llŷn a Phenllyn (1976)
- Sonedau I Janice a Cherddi Eraill (1996)
- Grefft O Greu (1997)
- Ffarwelio â Chanrif (2000)
- Clirio'r Atig a Cherddi Eraill (2005)